# Hypopyra griseata
Hypopyra griseata är en fjärilsart som beskrevs av W. Warren 1913. Hypopyra griseata ingår i släktet Hypopyra och familjen nattflyn. Inga underarter finns listade i Catalogue of Life.